# 장군제독
장군제독(영어:General Aemiral)은 유럽의 해군 및 해상경비대에서 최상위 계급을 일컫는 호칭이다. 장군제독이란 칭호는 독일, 러시아, 덴마크, 포르투갈, 스페인에서 가장 많이 사용된 칭호이다.

## 설명
장군제독은 유럽의 국가들 중에서도 독일에서 가장 많이 사용되었으며 유럽의 해군을 총괄하는 직책이 된다. 안톤 하우스, 카를 1새, 빌헬름 2세가 대표적인 장군제독이며 이중 안톤 하우스를 제외하면 모두 유럽 황실 가문 출신의 장군제독이 된다. 장군제독은 독일, 러시아, 덴마크, 포르투갈, 스페인에서 가장 많이 사용되었지만 프랑스, 이탈리아, 스웨덴, 페루, 터키의 해군에서도 사용된 용어이다.

## 같이 보기
- 제독
- 해군